# Mézerolles
Mézerolles là một xã ở tỉnh Somme, vùng Hauts-de-France, Pháp.

## Địa lý
Thị trấn này tọa lạc trên đường D938, khoảng 21 dặm Anh về phía đông bắc của Abbeville, bên hai bờ sông Authie.

## History
Saint Fursey died here around 650.

## Dân số
| 1962                                                           | 1968 | 1975 | 1982 | 1990 | 1999 |
| -------------------------------------------------------------- | ---- | ---- | ---- | ---- | ---- |
| 149                                                            | 155  | 140  | 155  | 160  | 165  |
| Số liệu điều tra dân số từ năm 1962, dân số không tính hai lần |      |      |      |      |      |